# Холостяк (песня)
«Холостяк» — песня рэп-исполнителей ЛСП и Федука и поп-певца Егора Крида. Трек был представлен в эфире юбилейного 1000-го выпуска шоу «Вечерний Ургант» 17 сентября 2018 года. Текст песни был написан Олегом Савченко, Фёдором Инсаровым, Егором Булаткиным под минус Дениса Григорьева, более известного под псевдонимом Карандаш.
15 сентября, всего спустя неделю после выхода официального клипа, ЛСП выпускает сольную версию, где оставляет свой первый куплет и добавляет второй, сильно отличающийся от основного тонами и настроением.

## Оригинал

### История
Слухи о том, что исполнители выпустят совместный трек, появились в Twitter за несколько дней до премьеры.
В эфире Love Radio Федук прокомментировал создание песни: «У нас произошла интересная коллаборация с Олегом ЛСП и Егором Кридом. Очень скоро — из всех утюгов и гладильных досок. Это разрыв шаблонов. То, что мы все вместе там, — уже абсурд. Эта песня — идея Олега. Это не „Розовое вино“, другой стилек. Уклон не на хит лета, осени или года. Просто прикольная композиция, необычный коллаб». По утверждению Карандаша, именно Олег выбрал из присланных им минусов тот самый, который и присутствует в песне. 17 сентября 2018 года песня была представлена в эфире юбилейного 1000-го выпуска шоу «Вечерний Ургант».
Песня описывает прелести холостой жизни. При этом Олег ЛСП недавно женился, и только Федук и Крид пока — одни из самых завидных холостяков страны.

### Реакция
По версии российского рэп-исполнителя Obladaet, у ЛСП, Федука и Егора Крида получился «нереальный коллаб». У фанатов ЛСП этот трек вызвал негативную реакцию: артиста обвинили в том, что он перешёл с хип-хопа на поп и предал идеалы группы. Многие поклонники Крида стали упрекать его в высокомерии, при этом Егор заявил, что хочет разнообразить свой репертуар. «Не всегда же делать одно и тоже дай мне позабавиться. Треков для души у меня очень много написано».

### Музыкальное видео
9 октября 2018 года на YouTube, вышел официальный клип «Холостяк». Режиссером клипа выступила Алина Пязок, продюсер группы Little Big. На видео певцы предстали в образе холостяков, проводя время в компании красивых девушек в белье, развлекаясь с ними в ночном клубе, на яхте и в интерьерах роскошного особняка. Сцена с Федуком на яхте, явно отсылает к его песни «Моряк». В конце клипа одна из девушек добавляет снотворное в чай Егора. В финале ролика ЛСП, Feduk и Егор Крид трудятся по хозяйству: моют посуду, драят полы и гладят свитшоты от Gucci, при этом девушки присматривают за ними, угрожая музыкантам плетками и элетрошокером.
Поклонники высоко оценили видеоряд и похвалили за оригинальную идею. Тем не менее, по мнению некоторых, в кадре слишком много сцен с обнажёнными девушками, а также нецензурных выражений и иных высказываний аморального характера.

### Чарты

#### Еженедельные чарты
| Чарт (2018)                      | Лучшая позиция |
| -------------------------------- | -------------- |
| СНГ (TopHit)                     | 24             |
| Russia Top YouTube Hits (Tophit) | 8              |

## Соло версия ЛСП

### История
15 октября 2018 года ЛСП выпустил клип в виде сольной версии «Холостяка». При этом для ЛСП выпускать песни сначала дуэтом, а потом сольно стало доброй традицией: так было с песнями «М.Л.Д.» и «Безумие». Песня была расширена ещё одним куплетом, а клип стал сильно отличаться от основного тонами и настроением. В сольной версии термин «холостяк» раскрывается совершенно под другим углом — это не человек с открытыми возможностями, а одинокая личность, что зачастую гораздо ближе к реальной картине холостяцкой жизни. Внимательные слушатели заметили, что сведение «странное», а склейка между куплетами сильно заметна, в конце песни не срезан кусок вздоха. Сам Олег ЛСП сообщил следующее: «По независящим от нас причинам в сольном холостяке играет несведенная демка трека»

### Музыкальное видео
Режиссером клипа, как и оригинала, выступила Алина Пязок. В видео у Олега депрессия, он постоянно прикладывается к бутылке и выглядит крайне помято. Олег живет в квартире, заставленной пустыми стаканами и засыпанной крошками от чипсов, ходит в стрип-клуб, много пьет и грустит. В конце он даже предпринимает попытку самоубийства, к сожалению или к счастью, слово «холостой» относится и к содержимому его пистолета. В этой версии музыкант задумывается о том, «чего он сам стоит».

## Издания
- Цифровая загрузка[29]

1. «Холостяк» — 3:01

- Цифровая загрузка — Соло ЛСП[30]

1. «Холостяк» — 2:22

## История выхода
| Регион    | Дата             | Форма                         | Версия   | Издатель    | Прим.              |
| --------- | ---------------- | ----------------------------- | -------- | ----------- | ------------------ |
| Различные | 17 сентября 2018 | цифровая дистрибуция стриминг | Оригинал | RDS Records | [ 3 ] [ 4 ] [ 29 ] |
| Различные | 16 октября 2018  | цифровая дистрибуция стриминг | Соло ЛСП | RDS Records | [ 21 ] [ 22 ]      |